# ミデヤン人
ミデヤン人（ミデヤンじん、英語: Midian, ヘブライ語: מִדְיָן ）は古代パレスチナのセム系民族の一つ。ユダヤ人に吸収され消滅した。ミディアン人とも。

## 民族浄化によるユダヤ人への吸収
『旧約聖書』でのミデヤン人は砂漠の遊牧民として描かれている。またモーセの妻チッポラはミデヤン人でありイスラエルとの関係は和戦両面といえる。だが「民数記」によればミデヤン人はユダヤ人との戦に敗れ、男達は虐殺された。このときユダヤの民はミデヤンの民に対し慈悲を示し小児と女性はいったん虐殺を逃れることができたが、後にモーセの指示により男児と寡婦は民族浄化のために殺戮された。残った処女の女性たちはユダヤの兵士たちに報酬として分配され、子供を生むことを強いられ、結果として民族として女系の血脈のみは保たれている。（詳しくはモーセの項を確認のこと）。